# Język pangasinan
Język pangasinan – język austronezyjski z grupy filipińskiej używany przez 1,2 mln osób na Filipinach, głównie w prowincji Pangasinan.